# Серетсе Кхама
Сер Серетсе Кхама (англ. Sir Seretse Khama, тсвана Serêtsê a Sekgoma a Khama, 1 липня 1921, Серове, Ботсвана — 13 липня 1980, Габороне, Ботсвана) — перший президент Ботсвани з 30 вересня 1966 до 13 липня 1980 року; сприяв тому, що Ботсвана стала взірцем демократії та інституційної стабільності на африканському континенті.

## Біографія
Народився у 1921 році на території британського протекторату Бечуаналенд. Походив з роду вождів племені Бамангвато, у зв'язку зі своїм походженням він отримав титул кгосі (kgosi) — короля — у віці чотирьох років у 1925 році. Здобув юридичну освіту в ПАР та Великій Британії.
Одруження Кхами на білій жінці з Лондону, Рус Вільямс, яке відбулося у 1948 році, йшло наперекір як політиці апартеїду, запровадженій у ПАР, так і традиційним уявленням представників племені, з якого походив монарх. У зв'язку з цим шлюбом у Серетсе відібрали титул у 1949 році, та згодом його поновили після серії публічних зустрічей. Режим апартеїду у ПАР, однак, виявився більш серйозною загрозою для майбутнього президента Ботсвани — міжрасовий шлюб голови сусідньої для південноафриканців держави був небезпечним прецедентом, у зв'язку з чим ПАР вчинила тиск на Велику Британію, достатній для того, щоб Кхама з дружиною були вислані з Бечуаналенду у 1951 році. Серетсе з дружиною зміг повернутися до Бечуаналенду вже у 1956 році і поступово відновлював свою політичну кар'єру — був обраний до місцевої ради 1957 року. Важливим кроком вперед було заснування Кхамою Демократичної партії Бечуаналенду у 1961 році. Факт того, що її лідер перебував з вигнанні, легітимізував партію в очах налаштованого на незалежність Бечуаналенду електорату, у зв'язку з чим вона, виступаючи на соціалістичних і пан-африканістських позиціях, перемогла на парламентських виборах 1965 року, а Серетсе став прем'єр-міністром Бечуаналенду, продовжуючи боротьбу за незалежність та переносячи столицю до нового міста — Габороне. У 1966 році, маючи нову конституцію, Ботсвана оголосила про свою незалежність, невдовзі після чого Серетсе був нагороджений лицарським орденом Британської імперії від Єлизавети ll. Кхама переобирався парламентом після кожних виборів, оскільки його партія завжди здобувала більшість голосів.
На момент, коли Кхама став президентом країни, Ботсвана була дуже бідною країну з надзвичайно низькою часткою освічених людей. Президент вирішив переорієнтувати економіку на зовнішні ринки, почав вести ліберальну економічну політику зокрема та ліберальну політику в цілому, відмовляючись від расизму та встановлюючи верховенство права. Ліберальна політика стимулювала компанії, що видобували такі корисні копалини, як мідь, вугілля та діаманти, досліджувати нові родовища, що спричинило надзвичайно стрімкий економічний розвиток країни — ВВП країни на душу населення з 1967 по 1980 рік зріс з 93 до 1060 доларів США. Кхама успішно боровся з корупцією, зміг створити стабільний демократичний режим, позбавлений загрози переворотів.
Хоча на відсутність у Ботсвані громадянських конфліктів вплинув такий чинник, як відсутність домінуючої етнічної групи, що призвело до того, що етнічні групи кооперували задля досягнення спільної мети, а стрімке економічне зростання країни було нерозривно пов'язане з наявністю місцезнаходжень корисних копалин, автори книги «An African success story: Botswana» наголошують на тому, що Ботсвана змогла запровадити достатньо успішну політику щоб, наприклад, у ній не було громадянської війни у зв'язку з розподілом доступу до корисних копалин, як, наприклад у Анголі чи Сьєрра-Леоне.
Прибутки від видобування корисних копалин, які отримувала держава, активно використовувалися на розвиток її соціальної сфери та людського капіталу. Кхама також вплинув на закінчення громадянської війни у Родезії. Президент Ботсвани помер 13 липня 1980 року через рак підшлункової залози.
В цілому, позитивний внесок Серетсе у розвиток Ботсвани є доволі високим — дослідник Henderson зазначає, історія сучасної Ботсвани у великому ступені є історією її першого президента і що без професійних та особистих якостей Кхами Ботсвана, ймовірно, або залишилася б британським протекторатом, або потерпала б від авторитарного уряду, схожого на південноафриканський.

## Міжнародні нагороди
- Премія Нансена (1978)

## Вшанування пам'яті
28 травня 2021 року у Слов‘янську (Донецька область) на головній будівлі Слов‘янського коледжу Національного авіаційного університету було урочисто відкрито меморіальну дошку на честь видатного лідера-демократа, першого Президента Ботсвани Серетсе Кхами. Виготовлена зусиллями Правління ГО «Українська Ініціатива» дошка була встановлена напередодні 100-річчя з дня народження Серетсе Кхами.